# Механіко-математичний факультет Львівського національного університету імені Івана Франка
Механіко-математичний факультет Львівського національного університету імені Івана Франка — один із найстаріших факультетів університету. Факультет має найбільшу кількість кафедр серед математичних факультетів України — 10. Найновіша кафедра — кафедра Математичної економіки створена в січні 2006 року.

## Наукова робота
На факультеті регулярно проводяться наукові семінари з алгебри, топології, диференціальних рівнянь, теорії функції комплексного аргументу. Досить часто проводяться Всеукраїнські і Міжнародні конференції.
Друкуються два наукові журнали Вісник Львівського університету (механіко-математична серія) та Математичні студії.

## Склад факультету

### Кафедри
- Кафедра алгебри та логіки
- Кафедра геометрії та топології
- Кафедра диференціальних рівнянь
- Кафедра математичної економіки і економетрії
- Кафедра математичного і функціонального аналізу
- Кафедра математичного моделювання
- Кафедра теорії функцій і теорії ймовірностей
- Кафедра теоретичної та прикладної статистики
- Кафедра механіки
- Кафедра вищої математики

### Бібліотеки факультету
- Математична бібліотека з читальним залом
- Філія абонемента студентської бібліотеки університету
- Студентська Електронна Бібліотека

### Лабораторії
- Комп'ютеризації навчального процесу
- Міцності елементів конструкцій (каф. механіки)
- Механічна лабораторія (каф. механіки)
- Лабораторія статичного тензометрування (каф. механіки)

## Студенське життя
Студенти факультету беруть участь у багатьох загально-університетських заходах, беруть активну участь у студетському самоврядуванні. Діє студетська газета «Факторіал». Проводяться спортивні змагання з футболу.
Щороку відзначається день математика.